# Bresse Dombes Sud Revermont (cộng đồng)
La Cộng đồng các xã Bresse Dombes Sud Revermont là một cộng đồng các xã tọa lạc ở tỉnh của Ain. Cộng đồng này được chia thành 6 xã.

## Phân chia đơn vị hành chính
Cộng đồng này bao gồm các xã sau đây:
1. Certines
2. Druillat
3. Journans
4. Saint-Martin-du-Mont
5. Tossiat
6. La Tranclière